# Orléans International 2016
Die Orléans International 2016 fanden vom 31. März bis zum 3. April 2016 in Orléans statt. Es war die fünfte Austragung dieser internationalen Titelkämpfe von Frankreich im Badminton.

## Medaillengewinner
| Disziplin    | Gold                             | Silber                          | Bronze                        |
| ------------ | -------------------------------- | ------------------------------- | ----------------------------- |
| Herreneinzel | Emil Holst                       | Rasmus Fladberg                 | Brice Leverdez                |
| Herreneinzel | Emil Holst                       | Rasmus Fladberg                 | Pedro Martins                 |
| Dameneinzel  | Goh Jin Wei                      | Fitriani                        | Hana Ramadhini                |
| Dameneinzel  | Goh Jin Wei                      | Fitriani                        | Karin Schnaase                |
| Herrendoppel | Richard Eidestedt Nico Ruponen   | Hardianto Kenas Adi Haryanto    | Adam Cwalina Przemysław Wacha |
| Herrendoppel | Richard Eidestedt Nico Ruponen   | Hardianto Kenas Adi Haryanto    | Tan Chee Tean Tan Wee Gieen   |
| Damendoppel  | Heather Olver Lauren Smith       | Delphine Delrue Léa Palermo     | Misato Aratama Akane Watanabe |
| Damendoppel  | Heather Olver Lauren Smith       | Delphine Delrue Léa Palermo     | Chow Mei Kuan Lee Meng Yean   |
| Mixed        | Mathias Christiansen Lena Grebak | Robin Tabeling Samantha Barning | Marvin Seidel Linda Efler     |
| Mixed        | Mathias Christiansen Lena Grebak | Robin Tabeling Samantha Barning | Tan Kian Meng Lai Pei Jing    |